# Gustav Struckmann
Gustav Struckmann (* 21. Januar 1837 in Osnabrück; † 28. Oktober 1919 in Hildesheim) war ein deutscher Politiker. Er war von 1875 bis 1909 Oberbürgermeister von Hildesheim.

## Leben
Gustav Struckmanns Vater war Gustav Wilhelm Struckmann, Justizrat in Osnabrück. Seine jüngeren Brüder waren der spätere Oberlandesgerichtspräsident Johannes Struckmann in Köln und der spätere Oberlandesgerichtsrat Hermann Struckmann in Kiel, der auch an der Kodifikation des Bürgerlichen Gesetzbuches beteiligt war.
Er bestand 1856 das Abitur am Ratsgymnasium in Osnabrück und studierte danach Rechtswissenschaft an den Universitäten Heidelberg, Berlin und Göttingen. Entsprechend seiner demokratisch-liberalen Einstellung trat er 1858 in die Burschenschaft Hannovera Göttingen ein. Im November 1859 bestand er die Auditorenprüfung in Hannover. Die anschließende Ausbildung als Auditor (Referendar), die durch eine längere Italienreise unterbrochen wurde, leistete er an Gerichten in Blumenthal, Coppenbrügge, Hameln und Hannover ab.
Nachdem er das zweite juristische Staatsexamen bestanden hatte, trat er wegen seiner politischen und weltanschaulichen Überzeugungen nicht in den Staatsdienst des Königreichs Hannover ein, sondern ließ sich als Advokat in Osnabrück nieder. 1859 wurde er in die hannoversche Landessynode gewählt. Er engagierte sich auch in der Kommunalpolitik; 1870 war er Bürgervorsteherwortführer in Osnabrück. Darüber hinaus war er als Angehöriger der Nationalliberalen Partei Mitglied des Deutschen Reichstages, und zwar von 1874 bis 1877 für den Wahlkreis Hannover 4 (Osnabrück), sowie von 1884 bis 1890 den Wahlkreis Hannover 10 (Hildesheim) im Reichstag. Im Reichstag widmete er sich überwiegend sozialpolitischen Themen.
1875 wurde er zum Bürgermeister (ab 1885 war sein Titel Oberbürgermeister) der Stadt Hildesheim gewählt. Diese Funktion übte er 34 Jahre lang aus (1885/86 vertrat Hans Ukert ihn); Wiederwahl 1896. Das Amt brachte es mit sich, dass er im Laufe der Zeit etlichen Gremien angehörte, teilweise noch im Ruhestand. 1877 übernahm er den Vorsitz des Hildesheimer Kinderbewahrungsvereins. Er wurde 1880 kraft Amtes Mitglied des Preußischen Herrenhauses und 1882 zum Vorstandsmitglied des Hannoverschen Städtetages gewählt. Im selben Jahr wurde er ordentliches Mitglied im Provinzialausschuss der preußischen Provinz Hannover. Als Vertreter der Städte gehörte er dem ständigen Beirat der Baugewerblichen Fachabteilung des preußischen Landesgewerbeamtes an. Darüber hinaus war er Mitglied der Provinzialkommission zur Erforschung und Erhaltung der Denkmäler in der Provinz Hannover. 1890 übernahm er für 12 Jahre den Vorsitz im Deutschen Verein gegen den Missbrauch geistiger Getränke. 1903 wurde er Mitglied des Deutschen Städtetages. Ab 1908 gehörte er dem Beirat der Zentralstelle für Volkswohlfahrt an.
In der Zeit, in der Gustav Stuckmann Bürgermeister bzw. Oberbürgermeister von Hildesheim war, verzeichnete die Stadt einen bedeutenden wirtschaftlichen Aufschwung und eine wachsende Bevölkerung. Bei der sich daraus ergebenden Bautätigkeit sorgte er dafür, dass die Kunstdenkmäler in der Stadt erhalten und gepflegt wurden.

## Ehrungen
1907 wurde Gustav Struckmann die Ehrendoktorwürde der Juristischen Fakultät der Universität Göttingen verliehen. Anlässlich seines Eintritts in den Ruhestand erfolgte 1909 die Ernennung zum Ehrenbürger der Stadt Hildesheim. 1917 wurde die Struckmannstraße nach ihm benannt.
Struckmann war Träger des Roten Adlerordens II. Klasse mit Eichenlaub sowie des Königlichen Kronenordens II. Klasse mit Stern.